# Indy Racing League 2002
Indy Racing League 2002 – był siódmym sezonem w amerykańskiej serii wyścigowej Indy Racing League, który trwał od 2 marca do 15 września 2002. W sezonie rozegrano 15 wyścigów. Po raz drugi z rzędu zwyciężył Amerykanin – Sam Hornish Jr., zdobywając 531 pkt w łącznej klasyfikacji końcowej.

## Kalendarz
| Runda | Data        | Wyścig                    | Tor                              | Miejsce     | Pole Position     | Najszybsze okr. | Najdłużej na prowadzeniu | Zwycięzca         |
| ----- | ----------- | ------------------------- | -------------------------------- | ----------- | ----------------- | --------------- | ------------------------ | ----------------- |
| 1     | 2 marca     | Grand Prix of Miami       | Homestead-Miami Speedway         | Floryda     | Sam Hornish Jr.   | Jeff Ward       | Sam Hornish Jr.          | Sam Hornish Jr.   |
| 2     | 17 marca    | Bombardier ATV 200        | Phoenix International Raceway    | Arizona     | Hélio Castroneves | Robbie Buhl     | Sam Hornish Jr.          | Hélio Castroneves |
| 3     | 24 marca    | Yamaha Indy 400           | California Speedway              | Kalifornia  | Jaques Lazier     | Tomas Scheckter | Sam Hornish Jr.          | Sam Hornish Jr.   |
| 4     | 21 kwietnia | Firestone Indy 225        | Nazareth Speedway                | Pensylwania | Gil de Ferran     | Tomas Scheckter | Gil de Ferran            | Scott Sharp       |
| 5     | 26 maja     | 86th Indianapolis 500     | Indianapolis Motor Speedway      | Indiana     | Bruno Junqueira   | Tomas Scheckter | Tomas Scheckter          | Hélio Castroneves |
| 6     | 8 czerwca   | Boomtown 500              | Texas Motor Speedway             | Teksas      | Tomas Scheckter   | Eddie Cheever   | Tomas Scheckter          | Jeff Ward         |
| 7     | 16 czerwca  | Radisson Indy 225         | Pikes Peak International Raceway | Kolorado    | Gil de Ferran     | Felipe Giaffone | Gil de Ferran            | Gil de Ferran     |
| 8     | 29 czerwca  | SunTrust Indy Challenge   | Richmond International Raceway   | Wirginia    | Gil de Ferran     | Buddy Lazier    | Gil de Ferran            | Sam Hornish Jr.   |
| 9     | 7 lipca     | Ameristar Casino Indy 200 | Kansas Speedway                  | Kansas      | Tomas Scheckter   | Tomas Scheckter | Tomas Scheckter          | Airton Daré       |
| 10    | 20 lipca    | Firestone Indy 200        | Nashville Superspeedway          | Tennessee   | Billy Boat        | Tomas Scheckter | Sam Hornish Jr.          | Alex Barron       |
| 11    | 28 lipca    | Michigan Indy 400         | Michigan International Speedway  | Michigan    | Tomas Scheckter   | Tomas Scheckter | Tomas Scheckter          | Tomas Scheckter   |
| 12    | 11 sierpnia | Belterra Casino Indy 300  | Kentucky Speedway                | Kentucky    | Sarah Fisher      | Tomas Scheckter | Felipe Giaffone          | Felipe Giaffone   |
| 13    | 25 sierpnia | Gateway Indy 250          | Gateway International Raceway    | Illinois    | Gil de Ferran     | Sam Hornish Jr. | Hélio Castroneves        | Gil de Ferran     |
| 14    | 8 września  | Delphi Indy 300           | Chicagoland Speedway             | Illinois    | Sam Hornish Jr.   | Buddy Rice      | Sam Hornish Jr.          | Sam Hornish Jr.   |
| 15    | 15 września | Chevy 500                 | Texas Motor Speedway             | Teksas      | Vítor Meira       | Buddy Rice      | Hélio Castroneves        | Sam Hornish Jr.   |

## Klasyfikacja końcowa
| Miejsce | Kierowca          | Państwo           | Team                     | Podwozie | Silnik          | Pkt łącznie | Stany Zjednoczone | Stany Zjednoczone | Stany Zjednoczone | Stany Zjednoczone | Stany Zjednoczone | Stany Zjednoczone | Stany Zjednoczone | Stany Zjednoczone | Stany Zjednoczone | Stany Zjednoczone | Stany Zjednoczone | Stany Zjednoczone | Stany Zjednoczone | Stany Zjednoczone | Stany Zjednoczone |
| ------- | ----------------- | ----------------- | ------------------------ | -------- | --------------- | ----------- | ----------------- | ----------------- | ----------------- | ----------------- | ----------------- | ----------------- | ----------------- | ----------------- | ----------------- | ----------------- | ----------------- | ----------------- | ----------------- | ----------------- | ----------------- |
| 1       | Sam Hornish Jr.   | Stany Zjednoczone | Panther Racing           | Dallara  | Chevrolet       | 531         | 52                | 37                | 52                | 13                | 5                 | 12                | 35                | 50                | 40                | 37                | 26                | 40                | 30                | 52                | 50                |
| 2       | Hélio Castroneves | Brazylia          | Team Penske              | Dallara  | Chevrolet       | 511         | 35                | 50                | 30                | 30                | 50                | 32                | 40                | 13                | 35                | 22                | 28                | 30                | 42                | 32                | 42                |
| 3       | Gil de Ferran     | Brazylia          | Team Penske              | Dallara  | Chevrolet       | 443         | 40                | 40                | 32                | 37                | 20                | 14                | 52                | 42                | 30                | 40                | 30                | 9                 | 50                | 7                 | –                 |
| 4       | Felipe Giaffone   | Brazylia          | Mo Nunn Racing           | G-Force  | Chevrolet       | 432         | 26                | 11                | 28                | 40                | 35                | 30                | 32                | 35                | 32                | 26                | 35                | 52                | 9                 | 28                | 13                |
| 5       | Alex Barron       | Stany Zjednoczone | Blair Racing             | Dallara  | Chevrolet       | 366         | 24                | 7                 | 18                | 28                | 32                | 20                | 20                | 20                | 24                | 50                | 18                | 22                | 35                | 18                | 30                |
| 6       | Scott Sharp       | Stany Zjednoczone | Kelley Racing            | Dallara  | Chevrolet       | 332         | 10                | 14                | 24                | 50                | 3                 | 16                | 30                | 9                 | 28                | 24                | 22                | 32                | 12                | 26                | 32                |
| 7       | Al Unser Jr.      | Stany Zjednoczone | Kelley Racing            | Dallara  | Chevrolet       | 311         | 11                | 30                | 19                | 18                | 18                | 40                | 28                | 30                | 13                | –                 | –                 | 28                | 26                | 40                | 10                |
| 8       | Buddy Lazier      | Stany Zjednoczone | Hemelgarn Racing         | Dallara  | Chevrolet       | 305         | 8                 | 26                | 26                | 7                 | 15                | 24                | 15                | 12                | 26                | 18                | 17                | 35                | 15                | 35                | 26                |
| 9       | Airton Daré       | Brazylia          | A.J. Foyt Racing         | Dallara  | Chevrolet       | 304         | 20                | 18                | 17                | 19                | 17                | 35                | 22                | 28                | 50                | 13                | 7                 | 7                 | 19                | 14                | 18                |
| 10      | Eddie Cheever     | Stany Zjednoczone | Cheever Racing           | Dallara  | Nissan Infiniti | 280         | 5                 | 15                | 10                | 26                | 30                | 11                | 24                | 16                | 14                | 28                | 8                 | 19                | 20                | 30                | 24                |
| 11      | Jeff Ward         | Stany Zjednoczone | Ganassi Racing           | G-Force  | Chevrolet       | 268         | 32                | 12                | 20                | 11                | 22                | 50                | 10                | 24                | 18                | 19                | 5                 | 14                | 17                | 9                 | 5                 |
| 12      | Laurent Redon     | Francja           | Mi-Jack Conquest Racing  | Dallara  | Nissan Infiniti | 229         | 15                | 16                | 35                | 15                | 8                 | 15                | 26                | 15                | 8                 | 14                | 19                | 10                | 8                 | 5                 | 20                |
| 13      | Billy Boat        | Stany Zjednoczone | Agajanian/Boat Racing    | Dallara  | Chevrolet       | 225         | 14                | 24                | 12                | 24                | 12                | 26                | 16                | 8                 |                   |                   |                   |                   |                   |                   |                   |
| 13      | Billy Boat        | Stany Zjednoczone | Agajanian/Boat Racing    | Dallara  | Nissan Infiniti | 225         |                   |                   |                   |                   |                   |                   |                   |                   | 22                | 16                | 16                | 11                | 7                 | 11                | 6                 |
| 14      | Tomas Scheckter   | Południowa Afryka | Cheever Racing           | Dallara  | Nissan Infiniti | 210         | 28                | 6                 | 6                 | 9                 | 6                 | 15                | 14                | 32                | 17                | 17                | 52                | 8                 | –                 | –                 | –                 |
| 15      | Richie Hearn      | Stany Zjednoczone | Sam Schmidt Racing       | Dallara  | Chevrolet       | 204         | –                 | –                 | 16                |                   | 28                | 22                | 18                | 26                | 20                | 32                | 20                | 6                 | –                 | –                 | –                 |
| 15      | Richie Hearn      | Stany Zjednoczone | A.J. Foyt Racing         | Dallara  | Chevrolet       | 204         |                   |                   |                   | 16                |                   |                   |                   |                   |                   |                   |                   |                   |                   |                   |                   |
| 16      | George Mack       | Stany Zjednoczone | 310 Racing               | G-Force  | Chevrolet       | 184         | 17                | 10                | 14                | 12                | 13                | 9                 | 17                | 10                | 12                | 15                | 10                | 13                | 14                | 16                | 2                 |
| 17      | Robbie Buhl       | Stany Zjednoczone | Dreyer & Reinbold Racing | G-Force  | Nissan Infiniti | 177         | 18                | 17                | –                 | –                 | 14                | 10                | 7                 | 17                | 9                 | 9                 | 6                 | 20                | 28                | 10                | 12                |
| 18      | Sarah Fisher      | Stany Zjednoczone | Dreyer & Reinbold Racing | G-Force  | Nissan Infiniti | 161         | –                 | –                 | –                 | 32                | 6                 | –                 | –                 | 14                | 16                | 8                 | 24                | 24                | 10                | 8                 | 19                |
| 19      | Raúl Boesel       | Brazylia          | Team Menard              | Dallara  | Chevrolet       | 158         | –                 | –                 | –                 | -                 | 9                 | 17                | –                 | –                 |                   |                   |                   |                   |                   |                   |                   |
| 19      | Raúl Boesel       | Brazylia          | Bradley Motorsports      | Dallara  | Nissan Infiniti | 158         |                   |                   |                   |                   |                   |                   |                   |                   | 19                | 30                | 15                | 17                | 24                | 19                | 8                 |
| 20      | Eliseo Salazar    | Chile             | A.J. Foyt Racing         | Dallara  | Chevrolet       | 157         | 30                | 32                | 15                | –                 | –                 | –                 | –                 | –                 | –                 | 11                | 11                | 16                | 16                | 12                | 14                |
| 21      | Robby McGehee     | Stany Zjednoczone | Cahill Racing            | Dallara  | Chevrolet       | 142         | 16                | 9                 | 13                | 17                | –                 | –                 |                   |                   |                   |                   |                   |                   |                   |                   |                   |
| 21      | Robby McGehee     | Stany Zjednoczone | Beck Motorsports         | Dallara  | Chevrolet       | 142         |                   |                   |                   |                   |                   |                   | 13                | 22                | 17                | –                 | –                 | –                 |                   |                   |                   |
| 21      | Robby McGehee     | Stany Zjednoczone | Treadway Racing          | G-Force  | Chevrolet       | 142         |                   |                   |                   |                   |                   |                   |                   |                   |                   |                   |                   |                   | 18                | –                 |                   |
| 21      | Robby McGehee     | Stany Zjednoczone | Cheever Racing           | Dallara  | Nissan Infiniti | 142         |                   |                   |                   |                   |                   |                   |                   |                   |                   |                   |                   |                   |                   |                   | 17                |
| 22      | Buddy Rice        | Stany Zjednoczone | Cheever Racing           | Dallara  | Nissan Infiniti | 140         | –                 | –                 | –                 | –                 | –                 | –                 | –                 | –                 | –                 | –                 | 40                | 18                | 32                | 22                | 28                |
| 23      | Greg Ray          | Stany Zjednoczone | A.J. Foyt Racing         | Dallara  | Chevrolet       | 128         | –                 | –                 | –                 | –                 | 1                 | 18                | 12                | 18                | 11                | 10                | 13                | 5                 | 11                |                   |                   |
| 23      | Greg Ray          | Stany Zjednoczone | Sam Schmidt Motorsports  | Dallara  | Chevrolet       | 128         |                   |                   |                   |                   |                   |                   |                   |                   |                   |                   |                   |                   |                   | 13                | 16                |
| 24      | Tony Renna        | Stany Zjednoczone | Kelley Racing            | Dallara  | Chevrolet       | 121         | –                 | –                 | –                 | –                 | –                 | –                 | –                 | –                 | –                 | 20                | 32                | 26                | 6                 | 15                | 22                |
| 25      | Vítor Meira       | Brazylia          | Team Menard              | Dallara  | Chevrolet       | 96          | –                 | –                 | –                 | –                 | –                 | –                 | –                 | –                 | –                 | –                 | –                 | 15                | 22                | 24                | 35                |
| 26      | Jaques Lazier     | Stany Zjednoczone | Team Menard              | Dallara  | Chevrolet       | 90          | 12                | 28                | 40                | 10                | –                 | –                 | –                 | –                 | –                 | –                 | –                 | –                 | –                 | –                 | –                 |
| 27      | Shigeaki Hattori  | Japonia           | Bradley Motorsports      | Dallara  | Chevrolet       | 78          | –                 | 5                 |                   |                   |                   |                   |                   |                   |                   |                   |                   |                   |                   |                   |                   |
| 27      | Shigeaki Hattori  | Japonia           | Bradley Motorsports      | Dallara  | Nissan Infiniti | 78          |                   |                   | 4                 | 20                | 10                | 28                | 11                | –                 | –                 | –                 | –                 | –                 | –                 | –                 | –                 |
| 28      | Rick Treadway     | Stany Zjednoczone | Treadway/Hubbard Racing  | G-Force  | Chevrolet       | 76          | 6                 | 22                | 8                 | 14                | 1                 | 7                 | –                 | –                 | 7                 | –                 | –                 | –                 | –                 | –                 |                   |
| 28      | Rick Treadway     | Stany Zjednoczone | Treadway/Hubbard Racing  | Dallara  | Nissan Infiniti | 76          |                   |                   |                   |                   |                   |                   |                   |                   |                   |                   |                   |                   |                   |                   | 11                |
| 29      | Mark Dismore      | Stany Zjednoczone | Sam Schmidt Motorsports  | Dallara  | Chevrolet       | 73          | –                 | –                 | –                 | –                 | 1                 | –                 |                   |                   |                   |                   |                   |                   |                   |                   |                   |
| 29      | Mark Dismore      | Stany Zjednoczone | Team Menard              | Dallara  | Chevrolet       | 73          |                   |                   |                   |                   |                   |                   | 19                | 19                | 10                | 12                | 12                | –                 | –                 | –                 | –                 |
| 30      | Jon Herb          | Stany Zjednoczone | Racing Professionals     | G-Force  | Chevrolet       | 70          | 4                 | 19                | 11                | 8                 | –                 | 8                 | 9                 | 11                | –                 | –                 | –                 | –                 | –                 | –                 | –                 |
|         | Anthony Lazzaro   | Stany Zjednoczone | Sam Schmidt Motorsports  | Dallara  | Chevrolet       | 70          | 22                | 13                | –                 | 22                | –                 | –                 | 8                 | –                 | –                 | –                 | –                 | –                 | 5                 | –                 | –                 |
| 32      | Hideki Noda       | Japonia           | Convergent Racing        | G-Force  | Chevrolet       | 54          | 7                 | 20                | 5                 | –                 | –                 | –                 | –                 | –                 | –                 | –                 | –                 | –                 |                   |                   |                   |
| 32      | Hideki Noda       | Japonia           | Indy Regency Racing      | G-Force  | Chevrolet       | 54          |                   |                   |                   |                   |                   |                   |                   |                   |                   |                   |                   |                   | 13                | 6                 | 3                 |
| 33      | John de Vries     | Australia         | Brayton Racing           | Dallara  | Chevrolet       | 53          | 13                | 8                 | 7                 | 6                 | –                 |                   |                   |                   |                   |                   |                   |                   |                   |                   |                   |
| 33      | John de Vries     | Australia         | PDM Racing               | Dallara  | Chevrolet       | 53          |                   |                   |                   |                   |                   | 19                | –                 | –                 | –                 | –                 | –                 | –                 | –                 | –                 | –                 |
| 34      | Paul Tracy        | Kanada            | Team Green               | Dallara  | Chevrolet       | 40          | –                 | –                 | –                 | –                 | 40                | –                 | –                 | –                 | –                 | –                 | –                 | –                 | –                 | –                 | –                 |
| 35      | Will Langhorne    | Stany Zjednoczone | Treadway Racing          | G-Force  | Chevrolet       | 36          | –                 | –                 | –                 | –                 | –                 | –                 | –                 | –                 | –                 | –                 | –                 | 12                | –                 | 17                | 7                 |
| 36      | Dan Wheldon       | Wielka Brytania   | Panther Racing           | Dallara  | Chevrolet       | 35          | –                 | –                 | –                 | –                 | –                 | –                 | –                 | –                 | –                 | –                 | –                 | –                 | –                 | 20                | 15                |
| 37      | Arie Luyendyk     | Holandia          | Treadway Racing          | G-Force  | Chevrolet       | 30          | –                 | –                 | –                 | –                 | 16                | –                 | –                 | –                 | –                 | –                 | 14                | –                 | –                 | –                 | –                 |
| 38      | Michael Andretti  | Stany Zjednoczone | Team Green               | Dallara  | Chevrolet       | 26          | –                 | –                 | –                 | –                 | 26                | –                 | –                 | –                 | –                 | –                 | –                 | –                 | –                 | –                 | –                 |
| 39      | Robby Gordon      | Stany Zjednoczone | Team Menard              | Dallara  | Chevrolet       | 24          | –                 | –                 | –                 | –                 | 24                | –                 | –                 | –                 | –                 | –                 | –                 | –                 | –                 | –                 | –                 |
| 40      | Tyce Carlson      | Stany Zjednoczone | PDM Racing               | Dallara  | Chevrolet       | 23          | 19                | 4                 | –                 | –                 | –                 | –                 | –                 | –                 | –                 | –                 | –                 | –                 | –                 | –                 | –                 |
|         | Jimmy Vasser      | Stany Zjednoczone | Team Rahal               | Dallara  | Chevrolet       | 23          | –                 | –                 | 22                | –                 | 1                 | –                 | –                 | –                 | –                 | –                 | –                 | –                 | –                 | –                 | –                 |
| 42      | Kenny Bräck       | Szwecja           | Ganassi Racing           | G-Force  | Chevrolet       | 19          | –                 | –                 | –                 | –                 | 19                | –                 | –                 | –                 | –                 | –                 | –                 | –                 | –                 | –                 | –                 |
| 43      | Max Papis         | Włochy            | Cheever Racing           | Dallara  | Nissan Infiniti | 16          | –                 | –                 | –                 | –                 | 7                 | –                 | –                 | –                 | –                 | –                 | –                 | –                 | –                 | –                 |                   |
| 43      | Max Papis         | Włochy            | Team Penske              | Dallara  | Chevrolet       | 16          |                   |                   |                   |                   |                   |                   |                   |                   |                   |                   |                   |                   |                   |                   | 9                 |
| 44      | Dario Franchitti  | Wielka Brytania   | Team Green               | Dallara  | Chevrolet       | 11          | –                 | –                 | –                 | –                 | 11                | –                 | –                 | –                 | –                 | –                 | –                 | –                 | –                 | –                 | –                 |
| 45      | Billy Roe         | Stany Zjednoczone | Zali Racing              | G-Force  | Chevrolet       | 9           | 9                 | –                 | –                 | –                 | –                 | –                 | –                 | –                 | –                 | –                 | –                 | –                 | –                 | –                 | –                 |
|         | Memo Gidley       | Meksyk            | Dreyer & Reinbold Racing | G-Force  | Nissan Infiniti | 9           | –                 | –                 | 9                 | –                 | –                 | –                 | –                 | –                 | –                 | –                 | –                 | –                 | –                 | –                 | –                 |
|         | Scott Harrington  | Stany Zjednoczone | Brayton Racing           | Dallara  | Chevrolet       | 9           | –                 | –                 | –                 | –                 | –                 | –                 | –                 | –                 | –                 | –                 | 9                 | –                 | –                 | –                 | –                 |
| 48      | Cory Kruseman     | Stany Zjednoczone | Ganassi Racing           | Dallara  | Chevrolet       | 4           | –                 | –                 | –                 | –                 | –                 | –                 | –                 | –                 | –                 | –                 | –                 | –                 | –                 | –                 | 4                 |
| 49      | Jeret Schroeder   | Stany Zjednoczone | PDM Racing               | Dallara  | Chevrolet       | 3           | –                 | –                 | 3                 | –                 | –                 | –                 | –                 | –                 | –                 | –                 | –                 | –                 | –                 | –                 | –                 |
| 50      | Tony Kanaan       | Brazylia          | Mo Nunn Racing           | G-Force  | Chevrolet       | 2           | –                 | –                 | –                 | –                 | 2                 | –                 | –                 | –                 | –                 | –                 | –                 | –                 | –                 | –                 | –                 |
| 51      | Bruno Junqueira   | Brazylia          | Ganassi Racing           | G-Force  | Chevrolet       | 1           | –                 | –                 | –                 | –                 | 1                 | –                 | –                 | –                 | –                 | –                 | –                 | –                 | –                 | –                 | –                 |